# Aracy de Almeida
Aracy de Almeida, (Rio de Janeiro, 1914. augusztus 19. – Rio de Janeiro, 1988. június 20.) brazil énekesnő. A brazil rádiózás aranykorának híres művészeként lett ismert. 1950-ben megjelent „Noel Rosa e Aracy de Almeida” című albumát a Rolling Stone amerikai magazin minden idők egyik legjobb brazil albumának választotta.

## Pályafutása
Aracy de Almeida még gyerekként egy baptista egyházi kórus énekese lett. Szambák interpretációiról, karneváli zenéjéről Noel Rosa tette ismertté a nagyközönség számára. Almeida Noel Rosa munkáinak helyreállítását is elvégezte az 50-es években, hogy merüljenek feledésbe. A 70-es és 80-as években rendszeresen szerepelt a tévében.
1939-ben felvett egy klasszikus Ary Barrosotól: a „Camisa Amarela” című szambát. 1948-ban a „Não Me Diga Adeus” felvétele sláger lett, és a következő évben Rosa másik két dalának, a „João Ninguém”-nek és a „Filosofia"-nak a piacra kerülése is.
1948. után négy évig Rosa alkotásain alapuló repertoárt adott elő a Vogue szórakozóhelyen. 1964-ben egy szezont a Zum-Zum éjszakai klubban töltötte Sérgio Porto-val és Billy Blanco-val. A következő évben részt vett a Samba Pede Passagem és a Conversa de Botequim című műsorokban. 1966-ban az Elenco adta ki Samba é Aracy de Almeida című albumát. Három évvel később Jorge Bennel, Toquinho-val és Paulinho da Viola-val együtt részt vett a Que Maravilha című műsorban São Paulo-ban. Az 1970-es években állandó zsűritag volt a tévé zenés műsoraiban.

2001-ben életét az „Aracy de Almeida No País de Araca” című musical mutatta be.

## Filmek
- 1946: Segura Esta Mulher
- 1948: Esta É Fina
- 1955: Carnaval em Lá Maior
- 1967: Perpétuo contra o Esquadrão da Morte
- 1968: Cordiais Saudações
- https://www.imdb.com/name/nm0206922/